# 김해 연화사 목조석가여래삼존좌상
김해 연화사 목조석가여래삼존좌상(金海 蓮華寺 木造釋迦如來三尊坐像)은 대한민국 경상남도 김해시 동상동, 연화사에 있는 불상이다. 2015년 6월 11일, 경상남도의 유형문화재 제582호로 지정되었다.

## 지정사유
김해 연화사 목조석가여래삼존좌상은 1m 미만의 작은 불상으로 현재 김해 연화사 법당에 봉안되어 있다. 불상에서 발견된 발원문에 의하면 원래는 함양 장수사에 있었던 상이며, 1715년 조각승 충옥을 비롯한 4명의 조각승 등에 의해 제작되었음이 밝혀졌다. 조각승 충옥은 전라도와 경상도 지역을 중심으로 활동한 조각승으로서 그가 제작한 거의 마지막 단계의 작품에 해당한다.
이 불상은 충옥의 특징이 잘 나타나 있는 점에서 조선후기 지역적 유파 연구와 조선시대 조각사 연구에 중요한 자료이므로 ‘경상남도 유형문화재’로 지정한다.

## 참고 자료
- 김해 연화사 목조석가여래삼존좌상 - 국가유산청 국가유산포털